# Enveloppe circumstellaire

Les étoiles.

L'enveloppe circumstellaire est la partie périphérique d'une étoile, grossièrement sphérique et non gravitationnellement liée au noyau de l'étoile. Normalement, les enveloppes circumstellaires sont formées par les vents solaires denses ou elles sont présentes avant la formation de l'étoile. Les enveloppes de vieilles étoiles, comme les étoiles variables de type Mira et les étoiles à émission OH/IR évoluent en une protonébuleuse planétaire, et les enveloppes circumstellaires de jeunes objets stellaires finissent par évoluer en disques circumstellaires.

## Types d'enveloppe circumstellaire
- Enveloppe circumstellaire des étoiles de la branche asymptotique des géantes
- Enveloppe circumstellaire des étoiles en formation